# Boniface del Vasto
 Boniface del Vasto (italien : Bonifacio del Vasto), né à Savone vers 1060 ou 1070 et mort vers 1130, est un margrave ou marquis de Savone, en Ligurie occidentale, appartenant à la dynastie des « del Vasto », un rameau de la maison Alérame.

## Biographie
Boniface est le 4e fils du marquis Ottone de Savone et de son épouse Berte, fille d'Oldéric-Manfred II d'Oriate, marquis de Turin et Suse. Boniface n'utilise pas le nom de Del Vasto, par lequel l'historiographie le désigne ensuite probablement pour définir la vaste zone en friche, c'est-à-dire laissée inculte, qu'il dominait. Les historiens localisent « le Vasto » en différents endroits. Certains documents pourtant indiquent que pendant plusieurs siècles le nom désigne la région autour de Montenotte, dans l'arrière-pays montagneux de Savone. Déjà lors de l'investiture d'Alérame en 967, cette région faisait partie des desertis locis concédés par Othon de Saxe.
Peu après 1085 la marca Aleramica, était déjà gérée conjointement par les membres de la maison Alérame, puis partagée entre le marquisat de Montferrat, qui eut la partie septentrionale et Boniface qui contrôle la méridionale avec le Loreto et Savone. 
À la mort de sa tante maternelle, Adélaïde de Suse, s'éteint la dynastie fondée par le marquis Ardouin le Glabre. Boniface entreprend d'étendre son hégémonie sur les domaines qui avaient appartenu précédemment à la marche de Turin, et il doit affronter un autre puissant concurrent Humbert II de Savoie.
En s'alliant avec plusieurs riches féodaux et même avec l'évêque de Turin, Boniface effectue une formidable expansion au cours de la période fin du XIe siècle début du XIIe siècle. Il s'empare du contrôle de vastes territoires en Ligurie occidentale et dans le Piémont méridional, occupant les comtés d'Albenga, Alba, Asti, Auriate, Bredulo et même Turin. L'énorme ensemble territorial dont Boniface del Vasto devient le seigneur est transmise à sa mort à ses fils.

## Unions et postérité
Boniface aurait d'abord épousé la fiancée de son défunt frère aîné Anselme († 1065). Les promis avaient prononcé leurs vœux solennels lors d'une desponsalia, cérémonie considérée par l'Église comme l'équivalent d'un mariage. De ce fait cette première union est annulée à la suite de l'intervention du pape Grégoire VII qui met en avant le lien canonique créé ente les époux. Le fils né de ce mariage, Boniface, aurait  cependant été considéré comme légitime et serait selon une certaine tradition douteuse l'ancêtre putatif des marquis d'Incisa. 
Selon une charte de donation du 21 décembre 1099, Boniface épouse ensuite Alix/Alice, probable fille du comte Pierre Ier de Savoie, qui lui donne cinq fils,,, :
- Ottone († 21 décembre 1099/1121) ;
- Pierre († 21 décembre 1099/1121) ;
- Manfred marquis de Saluces ;
- Ugo (- † après 18 aout 1162) marquis de Clavesana, mort sans postérité ;
- Guillaume (- †  après 1160) ancêtre de la lignée des « del Vasto de Busca ».

et peut-être également : 
- Anselme (après 1140), ancêtre des marquis de Ceva et de Clavesana ;
- Boniface « senior » (avant 1138), ancêtre réel des marquis d'Incisa.

Boniface contracte une troisième union avec une certaine Agnès identifiée avec une fille du comte Hugues Ier de Vermandois qui lui donne six enfants :
- fille anonyme († avant 1108/1115) ;
- Henri del Vasto « il Guercio » (Clavesana 1115 - † Finale 1184), ancêtre des marquis de Savone et Finale éteints en 1602 ;
- Boniface « minor » (- † 1188/26 mai 1190) ;
- Ottone « Boerio » († avant 1188) ;
- Sybille dite « de  Montaplana » († avant 11 décembre 1146) qui épouse en août 1129 Guilhem VI de Montpellier ;
- Adélaïde († après 1125).

Boniface del Vasto est également le tuteur d'Adelasia/Adélaïde et d'Henri, les enfants de son frère Manfred, tué lors d'une révolte des habitants de Savone en 1079 :
- Adélaïde de Montferrat, épouse Roger Ier de Sicile († 1101) puis en 1113 Baudouin Ier de Jérusalem qui la répudie ;
- Henri del Vasto, qui épouse Flandina une fille de Roger Ier de Sicile et de sa seconde épouse Éremburge de Mortain, il devient un des principaux seigneurs de la cour normande et est à l'origine de la famille Mazzarino.